# Braamse Molen
De Braamse Molen is een rietgedekte grondzeiler. Deze korenmolen is te vinden aan de Zeddamseweg in Braamt (in de Gelderse gemeente Montferland). De molen is een van de twee molens in Nederland die zijn uitgerust met Beckers kleppen en Beckers neuzen. Op de andere roede zit het Systeem van Bussel. De molen heeft 1 koppel 16der kunststenen.

## Restauratie
Begin 2021 werd begonnen met een restauratie waarvoor tussen maart en oktober 2021 de kap van de molen verwijderd was. In April 2022 was de restauratie aan de buitenkant afgerond, maar moest aan de binnenkant nog veel worden opgeknapt. De bedoeling is dat er daarna weer meel wordt gemalen.